# Andy Kaufman
Andrew Geoffrey "Andy" Kaufman, född 17 januari 1949 i New York, död 16 maj 1984 i Los Angeles, var en amerikansk skådespelare, kompositör och komiker. Han beskrev sig själv som en sång- och dansman och vägrade kalla sig själv för komiker. I Sverige är han mest känd för sin roll i TV-serien Taxi från 1970-talet, där han spelade Latka. Under hela sin karriär hade Kaufman ett vanligt jobb, som servitör.
Kaufman avled i lungcancer, 35 år gammal.

## Biografi
Kaufman blev i början av 1970-talet känd som karaktären Utländsk man (Foreign Man). Denna karaktär, som påstod sig komma från en ö i Kaspiska havet, dök upp på olika stå upp-klubbar och gjorde dåliga imitationer av kända personer, exempelvis Richard Nixon och Jimmy Carter. Det komiska med imitationerna var att Kaufman använde samma röst som "Utländsk man", han försökte alltså inte imitera de olika personerna med rösten; det enda som avslöjade vem det skulle föreställa var att han talade om det. Publiken visste vid det här laget inte om de skulle bli arga på den dåligt utförda imitationen eller om de skulle tycka synd om honom. Då drog han plötsligt igång en Elvis Presley-imitation som var så bra att till och med Elvis själv var imponerad, varpå publiken insåg att Kaufman lurat dem. Detta sätt att bedriva komedi blev hans kännetecken för resten av livet.

### Latka
"Utländsk man" dök senare upp i TV-serien Taxi 1978, då med namnet Latka Gravas. Kaufman hatade sitcoms och var inte alls förtjust i idén att själv medverka i en. För att ge honom lite mer svängrum gavs Latka en personlighetsklyvning, så att han kunde föreställa andra karaktärer.
Vid några tillfällen hände det att publiken på Kaufmans föreställningar ville se honom som Latka. Då tillkännagav Kaufman att han skulle läsa Den store Gatsby av F. Scott Fitzgerald; publiken trodde att han skojade, men de blev dock varse att så inte var fallet då han började läsa boken för dem och slutade inte förrän den var slut.

### Tony Clifton
Näst efter Latka är den ohövlige smörsångaren Tony Clifton den mest kända Kaufman-karaktären. Karaktären Clifton började som presentatör på Kaufmans shower men kom senare att hålla egna konserter. Ibland var det Kaufman som spelade rollen, andra gånger var det hans bror Michael eller vännen Bob Zmuda. Under en kort tid var det för många inte ens känt att Clifton inte var en verklig person. Clifton blev till och med intervjuad i olika nyhetsprogram, och om Kaufmans namn nämndes blev Clifton upprörd och hävdade att Kaufman bara utnyttjade honom för att tjäna pengar.
Clifton fick, då Kaufman insisterade på det, medverka i Taxi. Det slutade med att han uppförde sig illa och eskorterades ut från studion under stort säkerhetspådrag. Detta var precis vad Kaufman hoppats på och händelsen rapporterades i lokaltidningarna. 

### Carnegie Hall
År 1979 framträdde Kaufman inför en stor publik i Carnegie Hall. I början på showen bjöd han in sin "mormor" att sitta på en stol vid sidan av scenen. Vid slutet av föreställningen tog "mormor" av sig masken och det avslöjades att det i själva verket var komikern Robin Williams som dolde sig därunder. Vid slutet av showen tog han med sig hela publiken ut och bjöd dem på mjölk och kakor, för vilket han abonnerat 35 bussar.
Kaufman medverkade vid tio tillfällen i David Lettermans tv-program, där han vid ett tillfälle påstod att han var hemlös och började tigga pengar från publiken. Vid ett annat tillfälle berättade han om sina tre adoptivsöner, som visade sig vara tre fullvuxna afro-amerikaner.
Kaufman gjorde också flera minnesvärda framträdanden i Saturday Night Live. Till sist retade han upp publiken så mycket att de i ett skämt som gick snett röstade för att han skulle förbjudas att medverka i programmet för all framtid, något som gjorde honom förkrossad.

### Fridays
År 1981 medverkade han i TV-programmet Fridays, ett program som liknade Saturday Night Live. Kaufmans första framträdande i showen blev dock inte någon större succé. Mitt under en sketch vägrade han plötsligt fortsätta. De andra medverkande skådespelarna blev mycket upprörda över den pinsamma situation Kaufman försatt dem i under direktsändning. Följande vecka medverkade han återigen i showen, denna gång på ett inspelat videoband där han bad TV-publiken om ursäkt. Senare samma år fick Kaufman återvända till Fridays som värd. Under detta program presenterade han Kathie Sullivan som skulle framföra några sånger; då tillkännagav Kaufman att han och Sullivan var förlovade och snart skulle gifta sig. Han talade även om sin nyfunna tro på Jesus Kristus. Allt detta var ett skämt.

### De sista dagarna
Den 16 maj 1984 dog Kaufman i lungcancer på sjukhuset Cedars Sinai Center och han ligger begravd på Both David Cemetery i Elmont, New York. Under de år som förflutit sedan hans död har många människor tvivlat på att han verkligen är död; man har trott att detta också bara varit ett skämt. Kaufman själv talade om möjligheten och sa att om han skulle iscensätta sin död så skulle han återvända 20 år senare, den 16 maj 2004. Detta hände inte utan istället genomförde comic Relief med Andy Kaufmans vapendragare Bob Zmuda i spetsen ett arrangemang som de kallade The Andy Kaufman tribute på The house of blues i Los Angeles.

## Kuriosa
- Rockgruppen R.E.M. har spelat in en låt om Kaufman; Man on the Moon, som finns med på albumet Automatic for the People 1992. Låten var även ledmotiv i filmen Man on the Moon, i filmen spelades Kaufman av Jim Carrey.